# Glas
För andra betydelser, se Glas (olika betydelser).

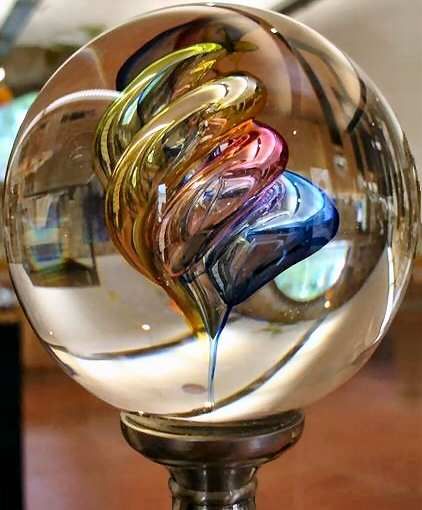
En glaskula från Bretagne.

Glas är en smälta som har stelnat till fast form utan att kristallisera, ett material som har en transformationspunkt eller ett transformationsområde, ett icke kristalliserat, fast material. Genomlysande glas kallas flussglas (opaline). Till glas kan även räknas bland annat metalliskt glas och olika plaster som är amorfa. Ordet glas är germanskt med grundbetydelsen "glans".

## Glastyper
Glas består i allmänhet av tre huvudkomponenter: glasbildare, flussmedel och stabilisatorer. Därutöver kan man tillföra luttringsmedel samt färgande eller grumlande komponenter. Glasbildaren är det material som utgör glasets grundmaterial. I traditionellt glas är det alltid kiseldioxid, i äldre tid oftast i form av kvartssand, senare för att uppnå större renhet krossad kvarts. Flussmedlet har till uppgift att sänka smälttemperaturen och viskositeten hos glaset. Samtidigt minskas dock även glasets motståndskraft, något som kan leda till glaspest. Stabilisatorerna har till uppgift att motverka flussmedlets inflytande på glasets stabilitet, men kan även påverka ljusbrytning, glans och lyster hos glaset.
Den vanligaste typen av glas är silikatglas (även kallat sodaglas) som framställs med kiseldioxid som glasbildare, soda (natriumkarbonat) som flussmedel och kalksten (kalciumkarbonat) som stabilisator. Med pottaska (kaliumkarbonat) som flussmedel i stället för soda får man kaliglas (kaliumkalkglas, bömisk kristall, lättkristall), ett mjukare och mer svårsmält glas, samtidigt som det är mer motståndskraftigt mot kemiska angrepp. Buteljglas är ett enklare glas, som förorenats av järn- eller kopparoxid (ger grön färgton) eller manganoxid (ger brun färgton).
Glasbildaren kiseldioxid utvinns ur kvartssand. Venetianerna använde ren flodsand från Po eller kusten i Istrien. De Böhmiska glasmästarna använde krossad kvarts. På de flesta håll fick man större eller mindre mängd föroreningar genom metalloxider. Stabilisatorn kalciumkarbonat erhölls genom tillsats av krossade musselskal hämtade från Egypten. Under medeltiden hämtade man kalcium från aska av havsalger eller träaska. Först på 1600-talet började man i Böhmen använda kalksten som stabilisator.
Flussmedlet soda utvanns genom urlakning av havsalger från havet. I Böhmen, Tyskland och Norden använde man ursprungligen pottaska från bok- eller barrträdaska. Järnföroreningar gjorde pottaskeglaset gröntonat, och på 1500-talet börjar man använda mangandioxid (brunsten) för att färga av glasmassan. Med tiden börjar man importera soda från medelhavstrakterna för att kunna framställa ett renare glas. Kaliumglaset var väl lämpat för glasslipning och fortsatte därför tillverkas i Böhmen, och sedan man på 1670-talet och 1680-talet börjat använda kalksten som stabilisator. Andra modernare stabilisatorer är dolomit, bariumkarbonat och zinkoxid.
När blymönja (blyoxid) ingår som stabilisator talar man om blyglas, som även benämns kristallglas. Om glasbildaren kiselsyra delvis (upp till 56%) byts mot borsyra (tillsätts i glasmassan som borax) får man borsilikatglas, som är särskilt motståndskraftigt mot kemisk påverkan, tål hög temperatur och är motståndskraftigt mot snabba temperaturväxlingar. Denna sorts glas har därför stor teknisk användning. Till kvicksilverlampor används så kallat hårdglas innehållande 20-30% aluminiumoxid. Smältning av ren kvartssand utan tillsatser ger kvartsglas, som har den speciella egenskapen att det släpper igenom ultraviolett ljus (UV-ljus). Det är denna sorts glas som används till urladdningsröret i kvartslampor. Utöver detta tillsätts också ofta luttringsmedel för att erhålla cirkulation i glasmassan då luttringsmedlet avger gaser. 
Vanligt glas är sprött och krossas lätt, men med speciella tillverkningsmetoder kan man göra "okrossbart" glas (varumärke Duralex), så kallat härdat glas, som används bland annat till hushållsföremål och bilrutor. När glas används för optiskt bruk, såsom linser av olika slag, utnyttjar man de speciella ljusbrytningsegenskaperna hos flintglas och kronglas. Andra typer av glas är skottsäkert glas och säkerhetsglas.
För att färga glas används olika metaller eller metalloxider. Exempel är:
- Gulgrönt – uranoxid eller kromoxid
- Gräsgrönt – kromoxid
- Blågrönt – kromoxid eller kopparoxid
- Mörkgrönt – kromoxid, kopparoxid eller manganoxid
- Ljusgult – selen, titanoxid, ceriumoxid
- Guldgult – selen, uranoxid
- Orange – selen, kadmiumsulfid
- Guldrubin – guldklorid, manganoxid
- Signalrött – selen, kadmiumsulfid, zinkoxid
- Rosa – selen, manganoxid
- Grått – järnoxid, kopparoxid, nickeloxid, manganoxid
- Ljusgråbrunt – järnoxid, nickeloxid
- Buteljbrunt – manganoxid, järnoxid, nickeloxid, kolpulver
- Rödviolett – manganoxid
- Blåviolett – manganoxid, koboltoxid
- Ljusblått – koboltoxid
- Blågrönt – kopparoxid
- Klarblått – koboltoxid, manganoxid
- Svart – manganoxid, järnoxid, kromoxid, kopparoxid [1]

Mjölkglas eller opalglas tillverkas genom tillsats av grumlande kompoenter, antingen kryolit eller flusspat, eller trikalciumfosfat, benaska. Med speciell värmebehandling kan man bygga in spänningar i glaset, så att det är starkt i vissa situationer, men sprött i andra. Ett experiment kan göras med en glaskolv som är så hård utifrån, att den kan användas som hammare att slå in en mindre spik med, men låter man så lite som en femtioöring falla ner i kolvöppningen spricker kolven i småbitar.

### Optiska glas
Se Flintglas och Kronglas

## Historia

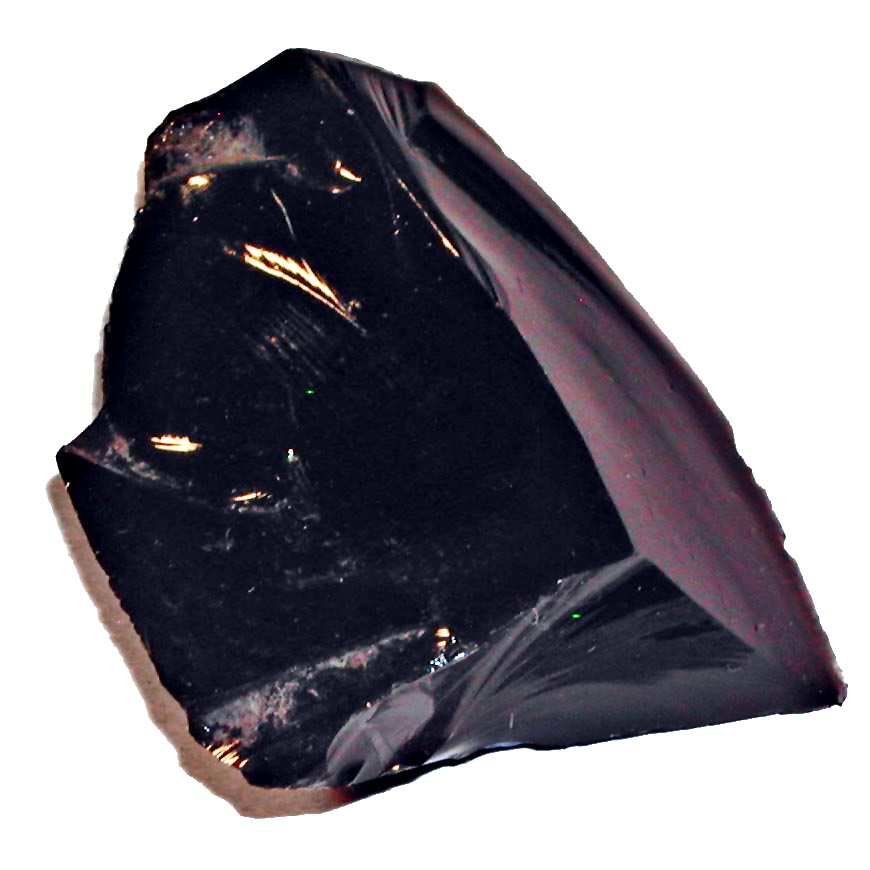
Det vulkaniska glaset Obsidian, är en vulkanisk bergart

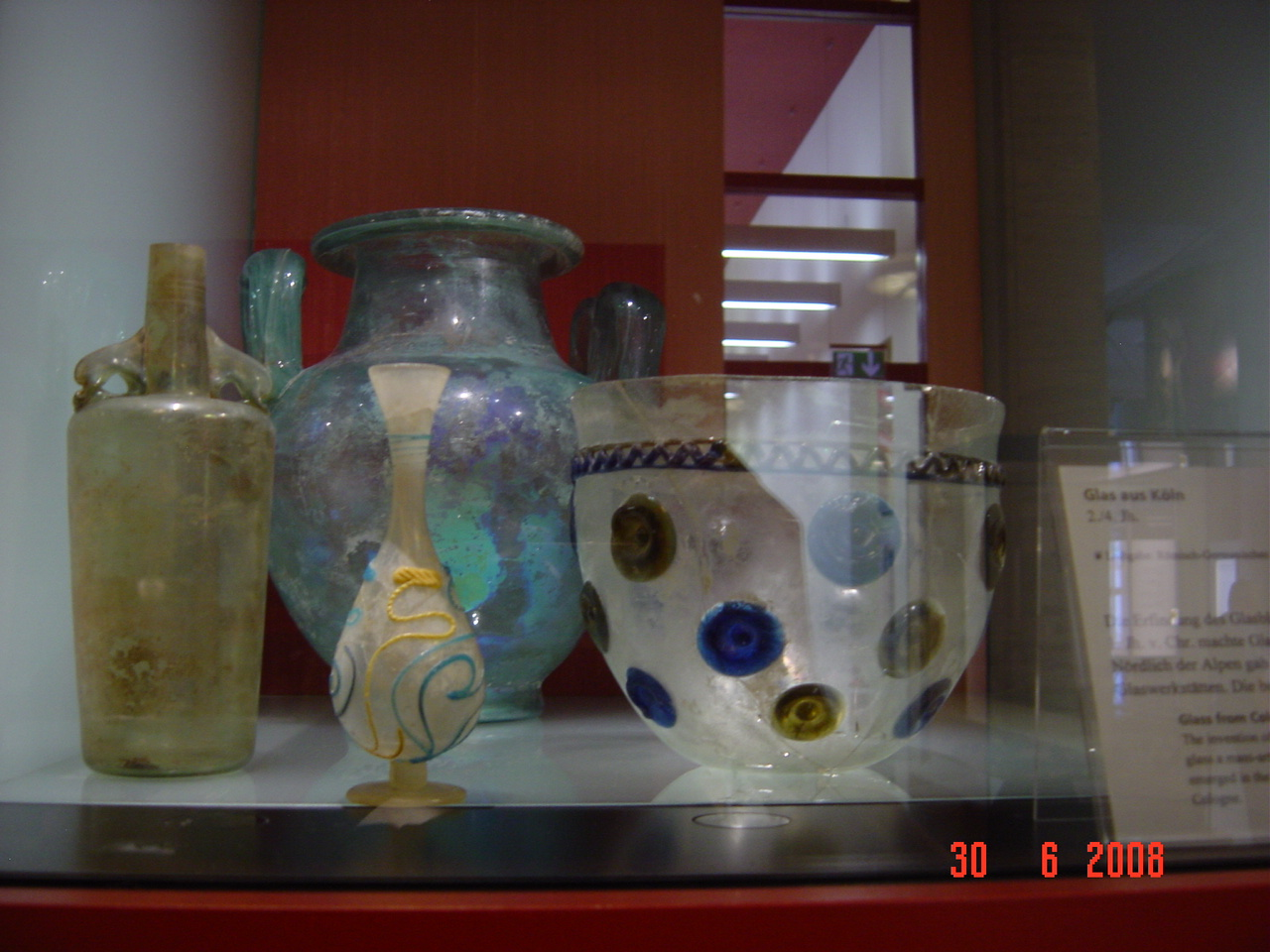
Romerskt glas

Glas är mycket gammalt. Glas kan uppstå naturligt genom förglasning av sand - så sker ibland vid blixtnedslag. Genom upphettningar av bl. a. fornborgsmurar har förglasning av sand förekommit - oklart dock om det haft praktisk funktion. Omkring 8 000 f.Kr. lyckades man i Mesopotamien skapa förglasade ytor på lerkärl som därigenom fungerade som en sorts glasyr. Från omkring 6 000 f.Kr. stammar det äldsta föremålet i rent glas, en persisk amulett gjuten i lerform. Under antiken göts antingen glaset - eller så tillverkades glasflaskor genom att glastråd lindades runt en lerkärna, som därefter knackades bort. Omkring 1 500 f.Kr. växte en betydande glasproduktion fram i Egypten men även i Fenicien och Mesopotamien. I dessa trakter hade man lämplig sand, sjöar med hög halt av soda och tillgång till kalksten och krita.
Först ca 50 f.Kr upptäcktes glasblåsningen. Romarna var de första som lärde sig att slipa glas. Under 100-talet e.Kr. började man första gången kunna framställa ett halvgenomskinligt och någorlunda ofärgat glas. Det var dock först i Venedig som man på 1300-talet lyckades smälta en "Christallo". Detta glas var dock efter moderna krav tämligen orent och har en tydligt grå nyans.
Romarna startade en rad hyttor i det erövrade Gallien och Spanien, och efter romerska rikets fall kom glasblåsare att dröja sig kvar i dessa områden, även om det tekniska kunnandet minskade. I stället kom Syrien att bli det område där glaskonsten under tidig medeltid kom att utvecklas till sin högsta konst.
Dock kom Venedig tidigt att bli en central plats för glastillverkning - kunnande inhämtades från Östra medelhavsområdet, och många glasblåsare flydde troligen hit från Konstantinopel i samband med dess många plundringar under medeltiden.
Man kom redan under 1500-talet att kunna framställa en glasmassa som i renhet inte överträffades i övriga Europa på många hundra år. Man utvecklade också millefioriglaset, flügelglaset och tråd- eller nätglaset.
Sakta spred sig glashanteringen norrut. Redan på 1300-talet hade den nått de böhmiska klostren. I motsats till det venetianska glaset där de använde natriumkarbonat som flussmedel använde man här kaliumkarbonat. Glaset var till en början starkt förorenat av järn och kopparoxider, och det gröna så kallade Waldglaset fick en helt annan, tyngre form än det venetianska. Med tiden lärde man sig dock att avfärga glasmassan och återupptog även den sedan romartiden obegagnade glasslipningen. På 1500-talet börjar man även gravera glas. Den böhmiska kalikristallen lämpade sig bättre för slipning och fick snart världsrykte för sin bergkristallsliknande struktur.
I England och Irland låg glaskonsten länge efter övriga Europa, skogsbrist gjorde möjligheten att etablera glasbruk här sämre än på kontinenten. 1675 uppfann dock George Ravenscroft en metod att genom tillsats av blymönja få ett mer lättsmält glas, som därmed blev mer lämpat för slipning än sodaglaset. Blyglaset behövde också med sin lägre smälttemperatur mindre bränsle.
År 1825 togs i USA patent på den första metoden för tillverkning av pressglas.

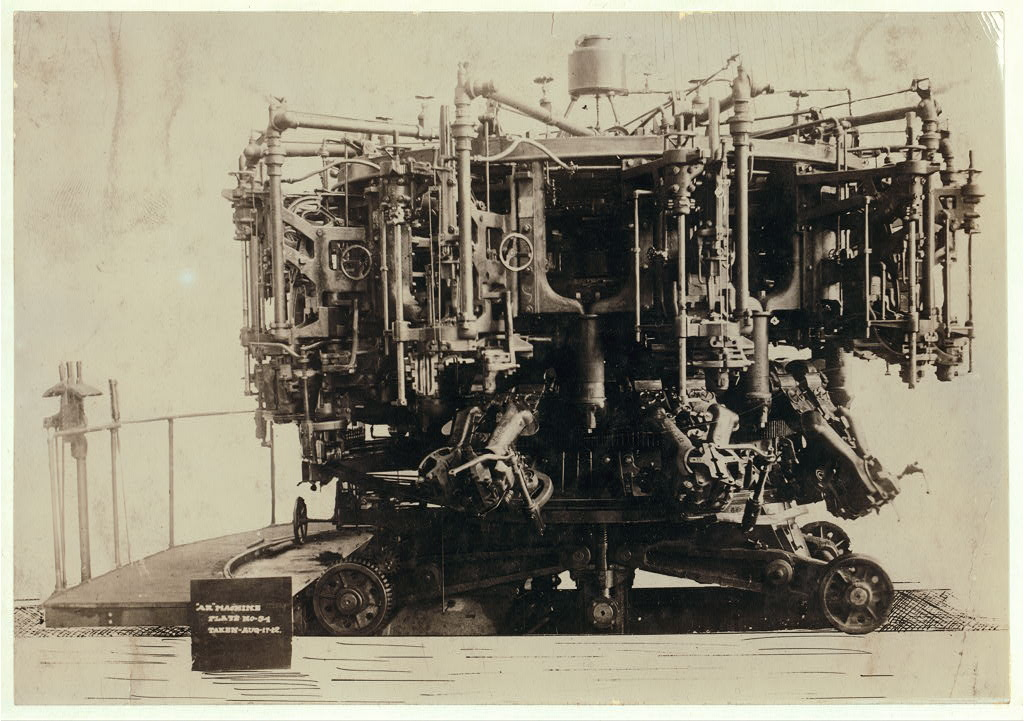
En Owensmaskin för tillverkning av buteljer

Michael Joseph Owens mekaniska maskin, i vardagligt tal kallad Owensmaskin, banade väg för automatiseringen av glastillverkningen i början av 1900-talet.

### Sverige
I Sverige har man funnit enstaka glaspärlor i gånggrifter och gravar från bronsålder, men fynden är sällsynta och bedöms därför som tillfälligheter. I en krigargrav från Dalby i Nättraby socken i Blekinge har man hittat en ringformig liten blå glaspärla jämte avsatsyxa, spjut, svärd osv. Det är första gången glas visar sig i nordiska fynd, daterbar till övergångtiden sten-bronsålder.
Till Sverige kom glastillverkningen tidigt. De första romerska glasbägarna letade sig hit redan under det första århundradet efter Kristus, och från 400-talet e. kr. har man här smält och återvunnit glaskross för att tillverka glaspärlor. Redan under 1200-talet blåstes glas för kyrkfönster vid kloster- och kyrkobyggen i Sverige, men medeltidens glastillverkning har nästan varit helt okänd fram till på 1480-talet. Om man även tillverkat bruksglas är hittills okänt. Först 1556 inkallas Anders Glasmakare av Gustaf Vasa för att tillverka vinglas för hovets räkning. Hur denna produktion såg ut är okänt. Däremot startade hertig Karl, sedermera Karl IX en hytta vid Nyköpingshus och en annan i Sundby utanför Örebro. Den har grävts ut arkeologiskt, och man har kunnat återfinna en bred produktion av olika dryckesbägare i Waldglas. Under slutet av 1500-talet och början av 1600-talet tillkommer en rad mindre hyttor i Sverige, de flesta dock med en ganska kortvarig existens. Under 1600-talet börjar man i Sverige även kunna framställa klarglas så kallad "Venetiansk kristall".
Under 1800-talet och 1900-talet kom Småland att bli ett centrum för glastillverkning, exempelvis i Emmaboda, Kosta Boda och Orrefors. Till detta hör ett område som främst omfattar Lessebo, Emmaboda och Nybro kommuner mellan Växjö och Kalmar, som därför kallas för Glasriket. Under 1900-talet mekaniserades och automatiserades glasemballagetillverkningen på Surte glasbruk, Hammars glasbruk och Limmareds glasbruk. I Halmstad tillverkas planglas. Så gott som allt förpackningsglas tillverkas idag på Limmareds glasbruk.
Förutom nämnda Glasriket har otaliga mindre studioglashyttor tillkommit under slutet av 1900-talet, där man blåser unika glas, eller glas i små serier. Dessa studioglashyttor finns utspridda i hela landet, och arbetar med varmt (smält) glas. Sedan har en ny teknik blivit populär, så kallad fusing, då man skär olika färgade glas i bitar och passar ihop bitarna till en mosaik, som smälts och formas i fusingugnar. Mindre utrustning krävs, och håller på att utvecklas en till teknik, så kallad lampworking, då man formar pärlor eller mindre föremål av glaspinnar med hjälp av en gasollåga.

## Myter om glas
Glas är inte ett fast ämne utan egentligen en vätska. Detta beror dels på atomstrukturen hos glas som är omöjlig att skilja från en vätskas. Glas är i själva verket den tjockaste vätskan som existerar vilket är vad som får den att verka som ett fast material. Den exakta naturen hos glas är ännu till största del ett mysterium för forskare och vetenskapsmän världen över. Samtidigt så har datorsimuleringar blivit allt mer komplexa vilket gör att vi kan studera det närmare och ta reda på ytterligare faktorer till dess underliga egenskaper. Vid frysning till ett vanligt fast ämne genomgår en vätska en så kallad fasövergång. Molekylerna radar upp sig bredvid och ovanpå varandra i ett kristallmönster. När en vätska stelnar i ett glas hittar man inte samma organiserade stapling. Istället rör sig molekylerna bara långsammare och långsammare, tills de faktiskt inte rör sig alls, fångade i ett konstigt tillstånd mellan flytande och fast ämne.  Det finns också en myt om att snus innehåller glas. Detta är inte sant. Förr kunde det hända att saltkristaller fanns i snuset, vilket möjligen missuppfattades som glas.

## Specialglas
Belysningslampor av olika slag och radiorör måste vara lufttomma. Då måste metalltrådar för anslutning vara vakuumtätt inneslutna i glaset. Detta innebär att glaset måste ha en sådan sammansättning att dess utvidgningskoefficient överensstämmer med metalltrådens. Det är inte heller vilken metalltråd som helst, som duger, utan det är kombinationen glas/metall, som måste passa ihop. I praktiken skarvas ofta en kort trådstump in just för genomgången. Ofta användes materialet kovar.